# 馬達快艇

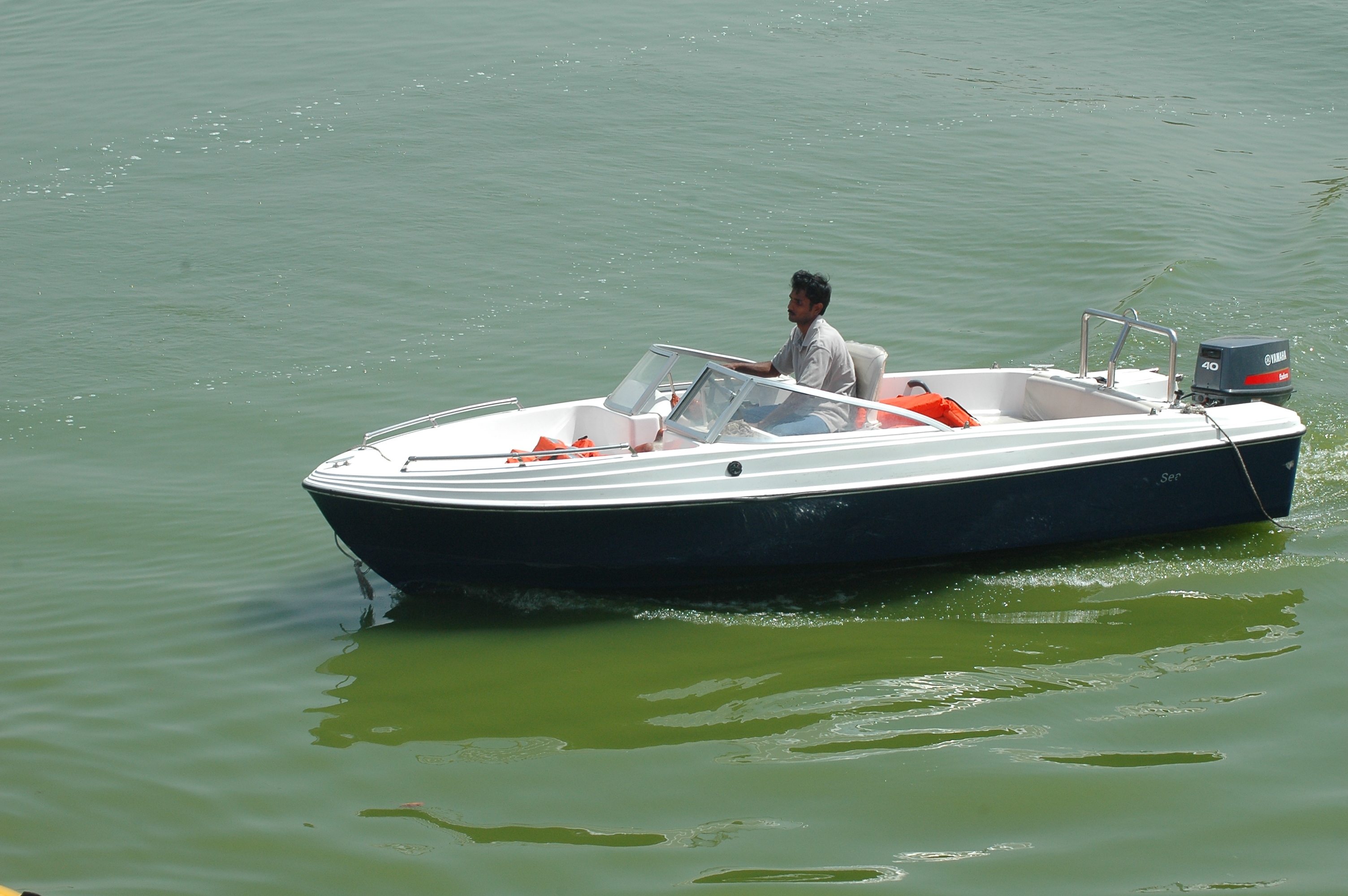

馬達快艇（motorboat）是指在船尾裝掛舷外螺旋桨发动机的轻型艇，速度極高，最高時速通常至少為30海里或以上。

## 走私用途
馬達快艇由於具有極高的機動性，因此經常被不法分子用作走私用途，甚至在艇尾加裝4至5個馬達以增加速度，最甚者有8個或以上的馬達，这类改装后的摩托艇俗称“大飞”。
2000年代以前，特別是1990年代初期，走私者利用馬達快艇穿梭中國大陸及香港的邊境的情況非常猖獗。走利者透過馬達快艇，來往兩地僅須約7分鐘。由於馬力極大，致使快艇失控機率亦高；故此，除走私者，一般人士不會如此使用馬達快艇。虽然近几年因为打击力度加大走私数量降低了许多，但此类船只至今仍然被内地-香港走私人员所使用，甚至有偷渡人员使用“大飞”越境，更一度引发聚集性疫情。
截至2025年，中国沿海地区利用“大飞”走私冻货的现象仍然屡禁不绝，中国内地短视频平台不乏将常见的海路走私货品上岸地点防城港市与“大飞”关联的内容，衍生出“有钱不去北上广，落难必闯防城港”等口号。

## 相關參見
- 香港警務處水警總區小艇分區
- 日本競艇